# Elthusa parabothi
Elthusa parabothi là một loài chân đều trong họ Cymothoidae. Loài này được Trilles & Justine miêu tả khoa học năm 2004.